# Slava Ukraïni!

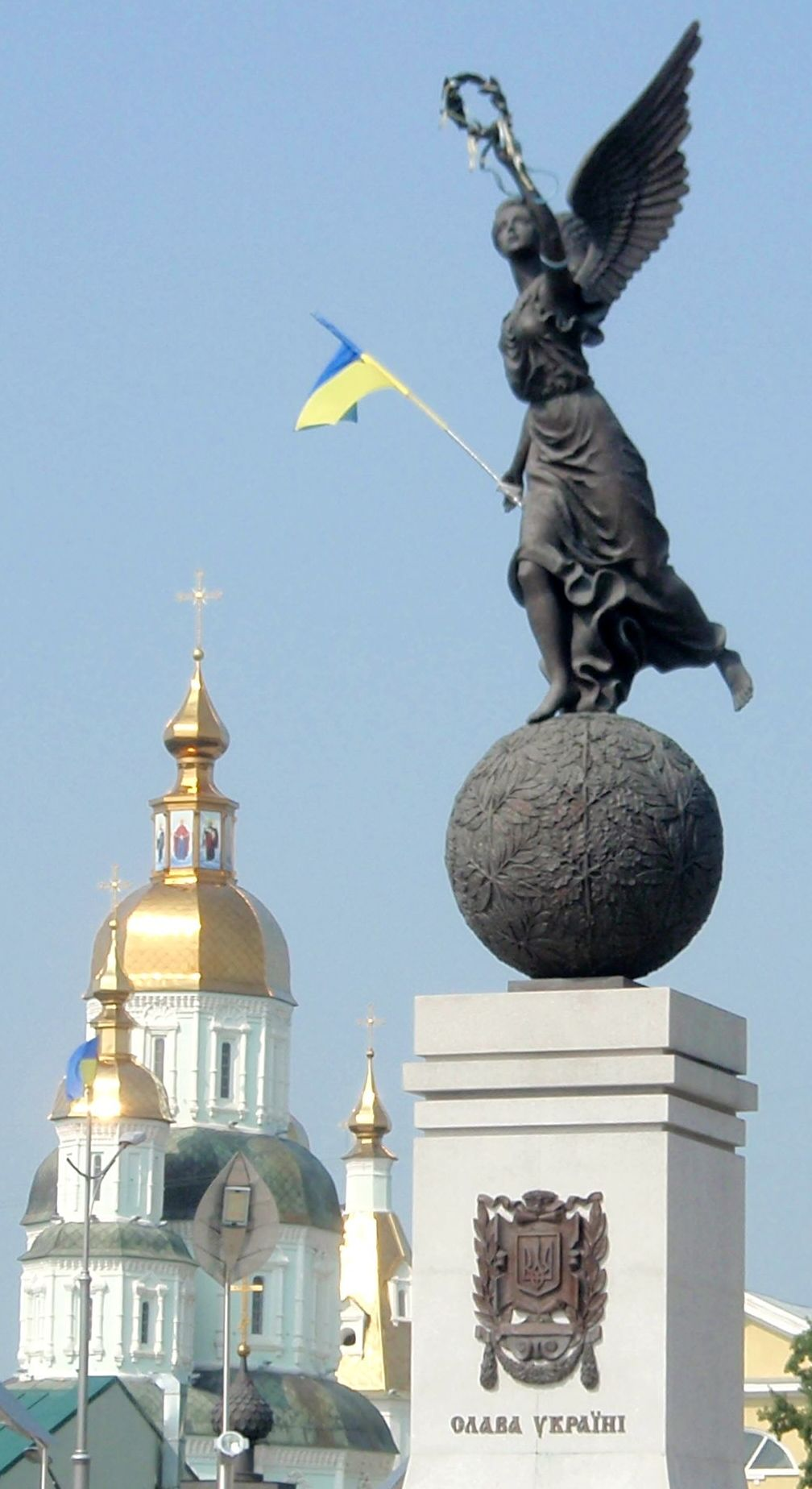
El monument a la Independència a Khàrkiv, amb el lema Slava Ukraïni.

L'expressió Slava Ukraïni! (ucraïnès: Слава Україні!, català: Glòria a Ucraïna!), normalment seguida de la resposta Heròiam slava! (ucraïnès: Героям слава!, Glòria als herois!), és una salutació nacional ucraïnesa. Va aparèixer a principis del segle xx, amb diferents versions, i es va tornar extremadament popular entre els combatents ucraïnesos durant la Guerra d'Independència (1917 - 1921). El 2018 va ser convertida en la salutació oficial de les Forces Armades d'Ucraïna i el 2022 va esdevenir un símbol de la resistència davant la invasió russa d'Ucraïna.

## Història
Una frase similar, "Glòria d'Ucraïna" (ucraïnès: Слава України), havia sigut emprada, com a mínim, des dels temps de l'escriptor Taràs Xevtxenko. En el seu poema To Osnovyanenko (До Основ'яненка) de 1840, va escriure:
| « | El nostre pensament, la nostra cançó No morirà, no perirà, Oh, allà, poble, hi és la nostra glòria, Glòria d'Ucraïna | » |

La primera menció coneguda de l'eslògan "Glòria a Ucraïna!", amb la resposta "Glòria a tota la terra!", s'associa al moviment estudiantil de Khàrkiv de finals del segle xix i començament del xx.

Pòster amb les dues frases: Slava Ukraïni i Heròiam Slava.

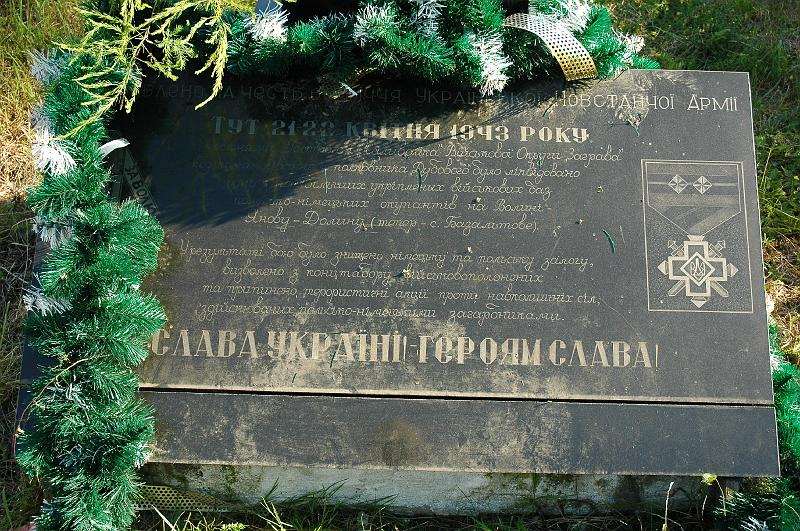
Placa d'homenatge a l'OUN-B, on es pot llegir al final Slava Ukraïni! Heròiam Slava!

La frase Slava Ukraïni! va aparèixer per primera vegada en diferents formacions militars durant la Guerra d'Independència contra els russos i va ser una de les proclames habituals dels nacionalistes ucraïnesos als anys vint. La resposta, Heròiam slava! va sorgir una dècada després, entre els membres de l'Organització dels nacionalistes ucraïnesos (OUN) i l'Exèrcit insurgent ucraïnès (UPA), com a homenatge als veterans de la Revolució Ucraïnesa, com ara el líder de l'OUN Ievhèn Konovàlets. L'OUN-B, una branca dels nacionalistes, liderada pel filonazista Stepan Bandera, va convertir-lo en el seu lema oficial i s'acompanyava de la salutació romana. El crit va ser popularitzat tant per l'OUN com per l'UPA, que van lluitar al costat de l'exèrcit del III Reich i contra l'exèrcit roig a l'Ucraïna Occidental; així com pels Cosacs del Kuban, que ho feren al front oriental.
Durant els últims anys de la Unió Soviètica, el lema va sentir-se novament en mítings i manifestacions i va fer-se més present encara arran de la Declaració d'Independència d'Ucraïna, el 1991. Bill Clinton, en visita oficial al país l'any 1995, va dir «Slava Ukraini and God bless America» (Glòria a Ucraïna i que Déu beneeixi els Estats Units).
La frase va protagonitzar un ressorgiment en el segle xxi, tornant-se un refrany molt popular durant la Revolució ucraïnesa del 2014. L'agost de 2018, el president Petrò Poroixenko va oficialitzar el salut Slava Ukraïni en les Forces Armades i en el cos de la Policia Nacional.
L'eslògan va rebre ressò internacional arran de la invasió russa de 2022, quan va ser emprat en multitud de manifestacions en tot el món. També polítics, com Boris Johnson, Ursula von der Leyen, Andrej Plenković, Jacinda Ardern o Mark Rutte, la van fer servir en els seus discursos de suport al poble ucraïnès.
El compositor noruec Marcus Paus va compondre la música Slava Ukraini! en solidaritat amb els ucraïnesos. La peça, interpretada en un solo de viola per Povilas Syrrist-Gelgota, va ser publicada el 27 de febrer de 2022.
- Grafit a Luhansk.
- Lona cobrint el Trade Union Building de Kíiv.
- Cartell amb la bandera ucraïnesa en una manifestació a Nova York.

## Reaccions negatives
A l'URSS, la frase Slava Ukraïni va ser prohibida i desacreditada per la propaganda soviètica. Els nacionalistes ucraïnesos van ser titllats de burgesos, banderistes i de titelles dels nazis. La Rússia moderna ha seguit la mateixa tendència, catalogant el lema de feixista.
Durant la campanya de protestes a Hong Kong de 2019, l'activista Thomas dgx yhl va compondre la cançó Glòria a Hong Kong (xinès: 願榮光歸香港) emulant l'expressió ucraïnesa. La Xina continental va respondre de manera airada i va acusar Ucraïna d'immiscir-se en afers interns i de seguir indicacions del govern Trump.